# Viscum cruciatum
El marojo (Viscum cruciatum) es una especie de planta parásita perteneciente a la familia de las santaláceas. Se extiende por el sur oeste de España, sur de Portugal, África del Norte, Australia y Asia. 

## Descripción
La planta tiene hojas pequeñas. Las flores tienen cuatro pétalos. Las bayas son de color rojo que contienen una semilla. Todas las partes de la planta son tóxicas si se comen. Su fruto es inofensivo para las aves que dispersan las semillas. Se utiliza como decoración de Navidad.

## Taxonomía
Viscum cruciatum fue descrita por Sieber ex Boiss. y publicado en Voyage botanique dans le midi de l'Espagne 2: 274, en el año 1839.
Citología
Número de cromosomas de Viscum cruciatum (Fam. Viscaceae) y táxones infraespecíficos: 
n=20
Sinonimia
- Viscum orientale Willd.[4]

Nombre común
- Castellano: marojo, muérdago, muérdago aceitoso, muérdago colorado, pantauma, tiña, tiñuela, visco.[5]